# Totonaque de Papantla
Le totonaque de Papantla est une langue totonaque parlée dans l'État de Veracruz, au Mexique.
Le parler de Papantla appartient à la famille de langues amérindiennes des langues totonaques.

## Phonologie

### Qualité des voyelles
Le totonaque de Papantla ne compte que trois voyelles de base, mais celles-ci peuvent être longues. Les voyelles, courtes comme longues, peuvent être laryngalisées, ce qui donne quatre voyelles: a [a]  aː [aː], a'  [a̰] et aa' [a̰ː].

## Morphologie

### Classificateurs du verbe
Le totonaque de Papantla peut préciser l'action avec un classificateur affixé qui se rapporte à la forme de l'objet. Ainsi pour le verbe swit-, envelopper:
- tamaqswitníit
- ta-maq-swit-níit
- Ingressif-corps-envelopper-perfectif
- (un objet rond) a été enveloppé

et
- tachaa'switníit
- ta-chaa'-swit-níit
- ingressif-jambe-envelopper-perfectif
- (un objet long) a été enveloppé

Ces classificateurs correspondent à des noms de parties du corps. Ils sont nominalisés par l'adjonction d'un suffixe -n, après voyelle, ou -ni, après consonne. Ainsi on a chaa'n, jambe et makni, corps, peau. Ils peuvent être combinés pour créer des mots. Ainsi kilhtíin, patio, vient de kilh-, bord des lèvres et de tii-, colonne vertébrale, ligne droite ; lakakilhtíin, partie avant du patio, comprend en plus le classificateur laka-, dos.